# Facebook
Facebook je družbena spletna stran, ki je bila ustanovljena 4. februarja 2004 v mestu Cambridge v Massachusettsu
in pripada in deluje v okviru zasebnega starševskega podjetja Meta Platforms. Brezplačen dostop do strani omogoča uporabnikom, da se povežejo na eno ali več omrežij (kot so npr. šola, delovno mesto ali zemljepisno območje) in tako lažje komunicirajo z ostalimi ljudmi iz istega omrežja.
Eden večjih škandalov se je zgodil leta 2018, ko je Facebook prodal več kot 60 milijonov podatkov Cambridge Analytica za politčne namene. Kmalu zatem so bili obtoženi, da Facebook zbira sms sporočila in telefonske klice.
Določene ameriške univerze take profile razdelijo novim oz. bodočim študentom in osebju, ki tako (hitreje in uspešneje) spoznajo ljudi na ozemlju univerze.
Ustanovitelj Facebooka je Mark Zuckerberg, ki je spletišče izdelal kot študent na univerzi na Hardvardu. Na začetku so lahko bili člani spletnega mesta le študentje harvardske univerze, kasneje pa so lahko člani postali še študenti ostalih univerz, dijaki ter vsi, stari več kot 13 let. 
Spletna stran ima po celem svetu več kot 845 milijonov aktivnih uporabnikov. Je tudi najbolj priljubljena spletna stran za nalaganje fotografij - dnevno jih dandanes naložijo kar 254 milijonov. Glede na priljubljenost strani se je v svojem kratkem obstoju Facebook že srečal z nekaterimi kritikami in nasprotovanji, predvsem zaradi nezagotavljanja zasebnosti, političnih prepričanj njegovih ustanoviteljev in vprašanj cenzure. 

## Zgodovina

### 2004
Mark Zuckerberg je februarja 2004 kot študent harvardske univerze ustanovil »The Facebook« . Člen »the« so opustili ob nakupu domene facebook.com leta 2005 Sprva so člani lahko postali le študentje s Harvarda in že konec februarja 2004 se je registrirala več kot polovica študentov iz omenjene univerze. Tedaj sta se pri vzdrževanju spletnega mesta Zuckerbergu pridružila še Dustin Moskovitz in Chris Hughes. Facebook se je kmalu razširil še na druge univerze (Stanford, Columbia, Yale. V nadaljnjih dveh mesecih so člani lahko postali še študentje iz nekaterih drugih izobraževalnih ustanov (MIT, Boston University, Boston College, Northeastern University, šole, članice Ivy League). Konec šolskega leta sta Zuckerberg in Moskovitz z Andrejem McCollumom, ki je začel s poletno prakso na Electronic Arts, odselila v Palo Alto v Kaliforniji.
Članstvo so nato 26. aprila 2006 omogočili še zaposlenim v desetih različnih podjetjih (Amazon.com, Apple Inc., Microsoft ...).
Junija je Facebook od podjetja PayPal dobil okoli $500,000, septembra so Divya Narendra, Cameron Winklevoss in Tyler Winklevoss, lastniki družbene medmrežne internetne strani HarvardConnection, spremenili ime podjetja v ConnectU in vložili tožbo proti Facebooku – trdili so, da je Zuckerberg nelegalno uporabil izvorno kodo, katero naj bi jo uporabil za spletno stran, ki naj bi jo naredil po njihovem naročilu.

### 2005
Zuckerberg je 2. septembra 2005 razširil dostop do spletnega mesta na srednje šole, a so dijaki sprva morali prejeti povabilo, da so se lahko včlanili. Konec leta 2005 je bilo vključenih že več kot 2.000 fakultet in več kot 25.000 srednjih šol iz sedmih držav, vključno z ZDA, Kanado in Veliko Britanijo
Maja 2005 se je vrednost Facebooka povečala na $12.8 milijonov, 23. avgusta 2005 pa je od korporacije Aboutface za $200,000 kupil ime domene facebook.com (s tem je izpustil besedo »the« v prvotnem imenu). Septembra 2005 je Zuckerberg uvedel povezavo srednjih šol preko Facebooka, kar je bilo pravzaprav že kar logično naslednje dejanje. Večina omrežij srednih šol zelo hitro ni zahtevala gesel uporabnikov, da so se lahko pridružili določenemu omrežju (vseeno pa je bila registracija na Facebook še vseeno potrebna). Oktobra se je širjenje Facebooka nadaljevalo preko manjših univerz v ZDA, Kanadi, Facebook pa se je razširil tudi po enaindvajsetih univerzah v Angliji. Decembra 2005 so bile na Facebook omrežje prav tako dodane univerze v Avstraliji in Novi Zelandiji. S širjenjem Facebooka v države ZDA, Kanado, Mehiko, Anglijo, Avstralijo, Novo Zelandijo in Irsko je bilo dodano več kot 2000 univerz ter več kot 25000 srednjih šol.

### 2006
Facebook je postal dostopen za vsakogar 26. maja 2006; član potrebuje le veljaven e-poštni naslov ter mora biti star vsaj 13 let.
27. maja leta 2006 je časopis BusinessWeek poročal, da glede potencialne pridobitve spletne strani poteka pogajanje. Facebook naj bi zavrnil ponudbo za 750 milijonov dolarjev, govorilo pa se, da naj bi se cena povzpela na 2 milijardi dolarjev. V aprilu so Peter Thiel, Greylock Partners in Meritech Capital Partners v spletno stran investirali 25 milijonov dolarjev. 26. aprila 2006 so bili dijaki in zaposleni desetih podjetij povabljeni, da se pridružijo. Maja se je Facebookova mreža razširila še v Indijo preko Indijskega instituta za tehnologijo (IIT) ter Indijskega instituta za menedžment (IIM). Promocija facebooka je potekala tudi preko uTunes – a, preko katerega naj bi člani skupine Apple Students lahko vsak teden do septembra brezplačno dobivali vzorec 25 pesmi. Namen promocije je bil seznanitev in spodbuditev študentov glede ponudbe. Avgusta 2006 je Facebook predstavil »Facebook Notes« - gre za vrsto bloga z lovenjem, vstavljanjem slik in ostalih možnosti; s tem je bilo dovoljeno tudi uvažati bloge iz Xanga, LiveJournala, Bloggerja ter ostalih blogarskih servisevS to novo možnostjo je tudi postalo mogoče, da bralci komentirajo napisane stvari od drugih uporabnikov. Septembra 2006 je postal Facebook odprt za vse uporabnike interneta, dva tedna kasneje pa tudi omogočil registracijo vakega posameznika s pravilnim elektronskim naslovom.
S prodajo družbene mreže MySpaceja podjetju News Corp, so se pojavile govorice o možni prodaji Facebooka nekemu večjemu medijskemu podjetju. Lastnik Facebooka Zuckerberg je trdil, da podjetja ne želi prodati in s tem zanikal govorice. Prav tako je tudi zavrnil ponudbe v do stopnje 975 milijonov dolarjev, tudi ni bilo jasno, kdo bi bil pripravljen plačati še več denarja za to spletno stran - Steve Rosebbush, poslovni analist, je imel na sumu podjetje Viacom.
Po 26. maju 2006 je lahko vsak nad 13 let postal uporabnik spletne strani. Konec februarja so med Facebookom in Yahoo! – jem potekali resni pogovori glede pridobivanja na družbenem omrežju, ki se je takrat povzpelo že na 1 milijardo dolarjev. Oktobra 2007, po Googlovem nakupu video strani YouTube, so se pojavile govorice, da je Google ponudil Yahoo! – ju 2,3 milijardi dolarjev. Peter Thiel, upravni član Facebooka, je naznanil, da se bo vrednost Facebooka do leta 2015 gibala okoli 8 milijard dolarjev.

### 2007
Maja 2007 je Facebook najavil, da namerava dodati brezplačno oglaševanje na svojo spletno stran in s tem postati konkurent že uveljavljenih spletnim podjetje, kot je Craigslist. Ta možnost je na spletni strani začela delovati 14. maja 2007. 24.maja 2007 je Facebook uvedel še Facebook platformo, katera priskrbuje okvir za raziskovalce, ki ustvarjajo različne aplikacije na Facebooku. Predstavljen je bil tudi »Facebook markup jezik«, ki se je na začetku uporabljal za preurejanje »poglej in občuti« aplikacij, ki so se takrat razvijale. To je Facebooku omogočilo za uvajanje različnih novih aplikacij, kot so npr. aplikacija »Darila« (uporabniku omogoča, da pošlje drugemu uporabniku virtualno darilo), aplikacija »Marketplace« (uporabniku omogoča, da daje brezplačne oglase), aplikacija »Dogodki« (uporabnik lahko tako informira svoje prijatelje, kdaj se odvijajo določeni dogodki) ter aplikacija «Video« (uporabniki si lahko delijo domače video posnetke).
Julija je Facebook podal prošnjo za razpustitev primera, ki ga je proti njemu vložil CannectU, in sicer izpostavili so, da naj bi ConnestU-jeve obtožbe bile brez dokazov. Bostonsko sodišče je primer zavrglo. Isti mesec je Facebook najavil svoje prvo pridobitev – nakup Parakey, Inc. Septembra 2007 je Microsoft Facebooku predlagal investiranje, če bo v zameno dobil 5% delež podjetja. Microsoft bi za delež plačal od 300–500 milijonov dolarjev. 24. oktobra je nato Microsoft objavil, da je za 246 milijonov dolarjev kupil 1,6 % deleža Facebooka. Ostala podjetja, med njimi tudi Google, so tudi izrazila željo za nakup njegovega deleža, vendar pa se za to niso odločili, saj ustanovitelj Mark Zuckerberg ni želel, da Facebook izgubi svojo neodvisnost.
Novembra je Facebook najavil »Facebook Beacon«, marketinško pobudo, ki vključuje sistem spletnih strani, katere dovolijo uporabnikom delitev določenih informacij o njihovi aktivnosti z ostalimi prijatelji. Facebook s spoštovanjem privatnosti trdi, da se pri ustvarjanju oglasov ne mora razpoznati nobena osebna informacija uporabnika, prav tako pa naj bi uporabniki videli le tiste informacije, ki so njihovi prijatelji pripravljeni deliti z njimi. 30. novembra je blog »Vse digitalne stvari« (All Things Digital) poročal, da je bilionar Li Ka-shing iz Honk Konga v Facebook investiral kar $60 milijonov. Po kritiki Facebooka, da zbira več informacij glede uporabnikov za oglaševanje kot na začetku, je Mark Zuckerberg objavil opravičilo glede uporabe Beacon sistema.

### 2008
Marca 2008 je comScore pokazal nove javne podatke za Facebook, ki so kazali število ljudi v ZDA, ki so v zadnjih par mesecih začeli uporabljati stran. Maja 2008 je Sheryl Sandberg zapustila Google in zamenjala Owqn Van Natta kot šefica operativnega sistema v Facebooku. Po zavrnjeni obtožbi ConnectUja proti Facebooku iz leta 2007, je le – ta leta 2008 ponovno podal obtožnico zoper Facebook.

## Spletna stran
Uporabniki Facebooka lahko izberejo, v katero omrežje (ali omrežja) se bodo prijavili (npr. šola, mesto zaposlitve, regija, določena družbena skupina). Ta omrežja pomagajo uporabnikom, da se lažje povežejo z ostalimi člani istega omrežja. Uporabniki lahko na svoj profil dodajajo svoje prijatelje in s tem vidijo tudi njihove profile.
Spletna stran je za uporabnike brezplačna in se proizvaja z oglaševanjem. Uporabniki ustvarijo profile, ki pogosto vsebujejo tudi fotografije in seznam interesov, si izmenjavajo osebna ali javna sporočila in se vključujejo skupinam prijateljev. Pregledovanje podrobnega profila je mogoče le uporabnikom znotraj istega omrežja ali pa potrjenim prijateljem. Leta 2006 je podjetje Student Monitor naredilo raziskavo, ki je Facebook uvrstila kot drugo najbolj popularno stvar med študenti (prva je iPod), ki še niso diplomirali, skupaj s pivom in seksom.
Prvovrsten partner Facebooka za oglaševanje je Microsoft. To pomeni, da Facebook uporablja le tisto oglaševanje, ki obstaja tudi v Microsoftovem oglaševalnem popisu (vsebuje oglase, ki so bili odobreni s strani Microsofta ter med njimi obstaja dogovor o tem). Pri primerjavi z ostalimi internetnimi podjetji, Facebook zbira toliko podatkov od svojih obiskovalcev, kot npr. Google in Microsoft, vendar pa precej manj kot Yahoo!. Zbrani podatki so koristni za prikaz bolj relevantih oglasov internetnim obiskovalcem.

### Značilnosti
Že na začetku je Facebook vključeval različne vsebine, ki tudi danes še vedno obstajajo na strani – pod to se vključuje »zid« - prostor vsakega uporabnika Facebooka, kjer mu lahko njegovi prijatelji pošiljajo sporočilana, »drežljaje« - omogočajo uporabniku pošiljanje virtualnih drežljajev drugim uporabnikom, »slike« - uporabniki lahko objavijo fotografske albume in slike ter »status« - s tem uporabnik informira njegove prijatelje kje se nahaja in kaj počne.
Facebook »zid« omogoča uporabnikom da pošiljajo sporočila na profil njihovih prijateljev. Uporabnikov zid (odvisno je sicer od nastavitev privatnosti) je viden vsem, ki lahko vidijo profil uporabnika. Od julija 2007 je uporabnikom omogočeno na zid pošiljati tudi priponke, medtem ko je bilo prej mogoče pošiljati le tekste.
Skozi čas je Facebook dodal tudi mnogo novih vsebin. 6 septembra 2006 je bil najavljeno »vzdrževanje novic«, ki se pojavlja na strani vsega uporabnika in kjer lahko uporabnik vidi vse spremembe profilov njegovih prijateljev, prihajočih rojstnih dnevov prijateljev, napovedi bližajočih se dogodkov in podobno. Prvotno je ta vsebina povzročala nekoliko nezadovoljstva med uporabniki; nekateri so se pritoževali, da je preveč nereeda na strani ter preveč nezaželenih informacij, druge pa je skrbelo, da se lahko prehitro vidi, kaj drugi počnejo (npr. spremembe statusa, dogodkov, pogovorov…). Mark Zuckerberg je kot odgovor na to nezadovoljstvo objavil opravičilo. Od takrat lahko uporabniki sami kontrolirajo, katere tipe informacij želijo deliti s svojimi prijatelji (lahko preprečijo, da prijatelji vidijo spremembe profila, sporočila, ki so jih dobili na zid, na novo dodane prijatelje in podobno).
Ena najbolj priljubljenih aplikacij na facebooku je aplikacija Slike, s katero lahko uporabniki naložijo svoje slike in albume, brez omejitve števila slik (v primerjavi z ostalimi servisi, kot sta npr. Photobucket ali Flickr, kjer obstaja največje dovoljeno število slik, ki jih lahko uporabnik naloži). Vseeno pa obstaja neka meja, in sicer v posameznem albumu je lahko največ 60 slik, uporabnik pa lahko tudi pri nastavitvah privatnosti določi, kdo vse lahko te slike vidi (le on, le prijatelji, vsi iz istega omrežja, vsi uporabniki Facebooka). Na aplikaciji fotografij je mogoče tudi »etiketirati« ljudi na sliki. Na primer, če je na sliki uporabnikov prijatelj, ga lahko uporabnik etiketira z njegovim imenom, o tem pa je obveščen tudi ta prijatelj iz slike.
8 februarja 2007 je Facebook dodal aplikacijo »darila«, ki omogoča uporabnikom pošiljanje virtualnih daril prijateljem (ta virtualna darila so nato tudi vidna na profilu prijatelja, kateremu je darilo poslano). Vsako darilo stane $1.00, poleg njega pa je mogoče pripisati tudi sporočilo. 14 maja 2004 je bila dodana aplikacija »Marketplace«, ki omogoča uporabnikom dodajanje brezplačnih oglasov na spletno stran. Aplikacija je bila primerjana z Craigslist – pokazalo se je, da je glavna razlika med dvema online servisema ta, da so oglasi, ki so jih uporabniki dodali na Facebooku, vidni le tistim iz istega omrežja, medtem ko so oglasi na Craigslistu vidni vsem uporabnikom.

### Platforma
24 maja 2007 je Facebook oblikoval Facebook platformo, ki določa okvir za razvijalce programske opreme, ki ustvarjajo aplikacije na Facebooku. Ustvarjene aplikacije vsebujejo tudi šah in igro Scrabble, ki ju uporabniki lahko igrajo s svojimi prijatelji. Igre so asinhrone (neistočasne), to pomeni, da se poteza, ki jo uporabnik v igri naredi, shrani na server, drugi uporabnik pa lahko nato kasneje nadaljuje igro od zadnje narejene poteze njegovega nasprotnika. V nekaj mesecih, od oblikovanja Facebook platforme, so se pojavila vprašanja glede »aplikacijskega spama«, kjer se Facebook aplikacije uporabljajo za spamanje uporabnikov, da bi si določeno aplikacijo namestili k svojemu profilu. Tako spamanje se je smatralo tudi kot eno od možnih razlogov za upad obiskovalcev Facebooka od začetka leta 2008 ( od decembra 2007 do januarja 2008 se je zgodil prvi upad obiskovalcev spletne strani od začetka njenega obstoja).

## Spornost
Zaradi svoje popularnosti je bilo spletišče vpleteno tudi v spor. Oktobra 2005 je univerza v New Mexicu računalnikom znotraj univerzitetnega območja (kampusa) in njene mreže preprečila dostop do Facebooka. Kot razlog za to so navedli kršitev univerzitetnih predpisov glede zlorab računalniških virov, saj naj bi univerza spletišče uporabljala kot priporočila za dela, ki niso povezana s samo univerzo. Ko je Facebook to popravil, so prepoved dostopa ukinili. Maja 2007 je vlada kanadske pokrajine Ontario za svoje zaposlene prav tako blokirala dostop do Facebooka, ker naj ta ne bi imel zveze z njihovim delom.
Pomemben stranski učinek družabnih spletišč, kakršno je Facebook, je tudi možnost javnega žalovanja. Januarja 2008 je spominska skupina na Facebooku objavila identiteto umorjene najstnice iz Toronta (Stefanie Rengel), katere starši policiji takrat še niso dovolili objave v medijih. Medtem ko so se policija in osebje spletišča poskušali držati načela zasebnosti in zbrisati objave, se je izkazalo, da naloga ni lahka, ker so nekateri izbrisane informacije vsakokrat spet objavili.
Facebook v medijih (npr. v The new York Times) pogosto primerjajo s spletno stranjo MySpace, vendar med njima obstaja pomembna razlika – stopnja domačnosti. MySpace svojim uporabnikom dovoli, da si urejajo profil s pomočjo HTMLja in CSS, medtem ko Facebook dovoli le tekstovni vnos. Kljub temu pa je veliko uporabnikov s pomočjo hekanja priredilo svoje profile. Na primer, februarja 2006 so to naredili tako, da so izkoristili ranljivost skripte na strani profila in ustvarili hitro rastoč računalniški črv, ki je omogočil, da so profili uporabnikov izgledali kot tisti na MySpacu.
Zaradi odprtosti Facebooka je veliko držav dostop preprečilo, med njimi Sirija, Burma, Butan, Združeni arabski emirati in Iran. Sirska vlada je uporabo strani prepovedala, ker naj bi ta promovirala napade na oblast, prav tako pa se je zbala izraelskega prepletanja družabnih omrežij na strani. Državljani so Facebook uporabljali kot orodje za kritiziranje vlade, zaradi tega pa je v Siriji mogoča celo zaporna kazen. V Združenih arabskih emiratih so Facebook prepovedali, ker naj bi spodbujal internetne zmenke, v Iranu pa so se oblastniki zbali, da bodo prek spletišča začela delovati različna opozicijska gibanja.

### Vprašanja varnosti
Nekaj zaskrbljenosti se je pojavilo v zvezi z nadzorom Facebooka in s podatkovnim rudarjenjem. Govorilo se je o možnosti zlorab, zagovorniki zasebnosti pa so kritizirali trenutni dogovor glede varnosti: Facebooku so na voljo tudi informacije uporabnikov, dobljene iz drugih virov (npr. iz drugih spletnih strani, kot so blogi, časopisi, servisi za neposredno sporočanje...). Facebook je uporabnikom zagotovil, da njihov naslednji dogovor glede zasebnosti ne bo vseboval del o zbiranju informacij in zanikal, da se informacije uporabnikov zbirajo tudi za CIA. Vseeno pa možnost za podatkovno rudarjenje po uporabnikovi zasebnosti ostaja odprta. Kot dokaz pomanjkljivosti na tem področju je leta 2005 dvema študentoma s pomočjo avtomatskega zapisa v okviru raziskave zasebnosti uporabnikov uspelo prekopirati več kot 70000 profilov. Drugi del dogovora, ki je bil tudi deležen kritik, se nanaša na Facebookovo pravico do prodaje uporabnikovih podatkov zasebnim podjetjem. Dogovor pravi, da informacije delijo z drugimi, med njimi tudi s podjetji, s katerimi Facebook posluje.
Zaskrbljenost se je pojavlja še zaradi težav, ki jih je imel uporabnik, če je hotel svoj račun oz. profil odstraniti. Na začetku je Facebook dovolil le deaktivirati račune, to pomeni, da njihovi profili na spletni strani sicer niso bili več vidni, vendar pa so se spremembe, ki so jih ti uporabniki kasneje naredili na strani, še vedno shranjevale v strežnik. To je motilo tiste, ki so svoj račun hoteli izbrisati za vedno. Februarja 2008 je Facebook to spremenil in od takrat lahko uporabniki zaprosijo tudi za permanentno ukinitev računa.

### Cambridge Analytica
Marca 2018 so poročevalci razkrili, da so osebni podatki več kot 60 milijonov uporabnikov Facebook-a prodali podjetju Cambridge Analytica, družbi za analize podatkov, ki je delala za predsedniško kampanjo Donalda Trumpa. Podatki so bili zbrani z aplikacijo, ki so jo ustvarili, imenovano "Global Science Research". Medtem ko je približno 270.000 ljudi začelo uporabljati aplikacijo, je API za Facebook dovolil tudi zbiranje podatkov od prijateljev uporabnikov aplikacij.  Ko so bile informacije prvič objavljene, je Facebook poskušal zmanjšati stopnjo kršitev, ter ugotoviti, da ukradeni podatki niso več na voljo Cambridge Analytici. Vendar pa je z vse večjim nadzorom Facebook objavil izjavo, ki je izrazila zaskrbljenost in začasno prekinila Cambridge Analytico, pregled dokumentov in intervjujev z nekdanjimi zaposlenimi na Facebooku pa je nakazoval, da je Facebook Cambridge Analytici še vedno posredoval podatke.
Po poročilu The Guardian-a Carole Cadwalladr, ki je razkril zgodbo, je Facebook Cambridge Analytici grozil, da bodo časopisu vložili tožbo, če bi objavila zgodbo, s tem so poskušali preprečiti objavo. Cadwalladr je dejal, da je Facebook poskušal premestiti krivdo na tretjo stranko. Nick Thompson iz Wired in CBS News je poudaril, da je Cambridge Analytica pridobila vse osebne podatke, ne da bi kršila pravil.
23. marca 2018 je angleško vrhovno sodišče odobrilo zahtevo Urada za informiranje komisije za preiskavo londonskih pisarn Cambridge Analytice, med podatkovno ekipo družbe Facebook in informacijskim pooblaščencem o tem, kdo je odgovoren za forenzično iskanje strežnikov podjetja.

### Facebook zbira zgodovino klicev in SMS podatke
Uporabniki mobilnih telefonov Android so opazili, da je Facebook v preteklih letih zbiral celotno zgodovino klicev in sporočil SMS.
Škandal, v katerem so sodelovale tretje osebe, ki zlorabljajo osebne podatke iz Facebooka, je povzročilo zaskrbljenost ljudi z njihovo zasebnostjo, zato so ljudje po celem svetu začeli brisati svoje račune. Med uporabniki Android, jih je več poudarilo, da njihovi preneseni podatki vključujejo podrobne arhive informacij o dnevniku klicev, ki vsebujejo imena, telefonske številke in dolžino vsakega opravljenega klica.